# باشگاه فوتبال تسیرانگ اف سی
باشگاه فوتبال تسیرانگ اف سی یک باشگاه فوتبال حرفه ای در شهر دامفو، تسیرانگ بوتان است.